# Echinopogon
Echinopogon P.Beauv. é um género botânico pertencente à família Poaceae, subfamília Pooideae, tribo Aveneae.
Suas espécies ocorrem na Australásia e regiões tropicais da Ásia.

## Sinônimo
- Hystericina Steud.

## Espécies
- Echinopogon asper  Trin.
- Echinopogon caespitosus C.E. Hubb.
- Echinopogon cheelii C.E. Hubb.
- Echinopogon gunnianus Nees
- Echinopogon intermedius C.E. Hubb.
- Echinopogon mckiei C.E. Hubb.
- Echinopogon novae-zelandiae Gand.
- Echinopogon nutans C.E. Hubb.
- Echinopogon ovatus (G. Forst.) P. Beauv.
- Echinopogon phleoides C.E. Hubb.
- Echinopogon purpurascens Gand.
- Echinopogon sieberi Steud.
- Echinopogon virens Gand.